# دبورا تنن
دبورا تنن (انگلیسی: Deborah Tannen؛ ۷ ژوئن ۱۹۴۵ ) زبان‌شناس و استاد دانشگاه دانشگاه جرج‌تاون در واشینگتن، دی.سی. اهل ایالات متحده آمریکا است.